# Premio Lars Onsager
Il Premio Lars Onsager è un premio in fisica statistica teorica assegnato ogni anno dall'American Physical Society. Fu istituito nel 1993 da Drs. Russell e Marian Donnelly in memoria di Lars Onsager, premio Nobel per la chimica nel 1968 per i suoi studi sulla termodinamica del non equilibrio.

## Vincitori
- 1995: Michael E. Fisher
- 1997: Robert Kraichnan
- 1998: Leo Kadanoff
- 1999: Chen Ning Yang
- 2000: David J. Thouless e John M. Kosterlitz
- 2001: Bertrand Halperin
- 2002: Anatoly Larkin
- 2003: Pierre Hohenberg
- 2004: John Cardy
- 2005: Valery Pokrovsky
- 2006: Rodney Baxter
- 2007: A. Brooks Harris
- 2008: Cristopher Pethick, Gordon Baym e Tin-Lun Ho
- 2009: B. Sriram Shastry
- 2010: Daniel Friedan e Stephen Shenker
- 2011: Alexander Belavin, Aleksandr Zamolodčikov, Aleksandr Poljakov
- 2012: Ian Affleck
- 2013: Daniel S. Fisher
- 2014: Grigory E. Volovik e Vladimir P. Mineev
- 2015: Franz Wegner
- 2016: Marc Mézard, Giorgio Parisi e Riccardo Zecchina
- 2017: Natan Andrei e Paul Wiegmann
- 2018: Subir Sachdev
- 2019: Christopher Jarzynski
- 2020: Tamás Vicsek, Yuhai Tu e John Toner
- 2021: Lev P. Pitaevskij
- 2022: Boris Altshuler, David A. Huse e Igor L. Aleiner
- 2023: Peter Hänggi
- 2024: Jacques Prost
- 2024: Jean-Philippe Bouchaud, Leticia Cugliandolo, Jorge Kurchan

Fra questi si segnalano i vincitori dell'edizioni del 2000, David J. Thouless e John M. Kosterlitz, che avrebbero ricevuto nel 2016 il premio Nobel per la fisica per le stesse ricerche, e Giorgio Parisi (premiato nel 2016), vincitore del Nobel 2021. Chen Ning Yang invece lo aveva già vinto nel 1957, ma per ricerche in fisica delle particelle.